# برنيس كاري
برنيس كاري (بالإنجليزية: Bernice Carey)‏ (1910، ويسكونسن في الولايات المتحدة - 8 فبراير 1990، سانتا كلارا في الولايات المتحدة)؛ كاتِبة وروائية أمريكية.